# Paul J. Selva
Paul Joseph Selva, född 27 september 1958, är en pensionerad general i USA:s flygvapen som tjänstgjorde som den 10:e USA:s vice försvarschef. På denna post var han medlem i rådet Joint Chiefs of Staff och den militära officer i landet med näst högst grad och i flygvapnet med högst grad. Han tog sitt sista uppdrag den 31 juli 2015 och gick i pension den 1 augusti 2019. 